# Simulium wirthi
Simulium wirthi es una especie de insecto del género Simulium, familia Simuliidae, orden Diptera.

## Distribución
Se distribuye por Nuevo México.

## Taxonomía
Fue descrita científicamente por Peterson & Craig, 1997. Fue publicada en Simulium (Hemicnetha) wirthi, a new species of black fly (Diptera: Simuliidae) from New Mexico. 18: 212-220. 